# 雷おこし

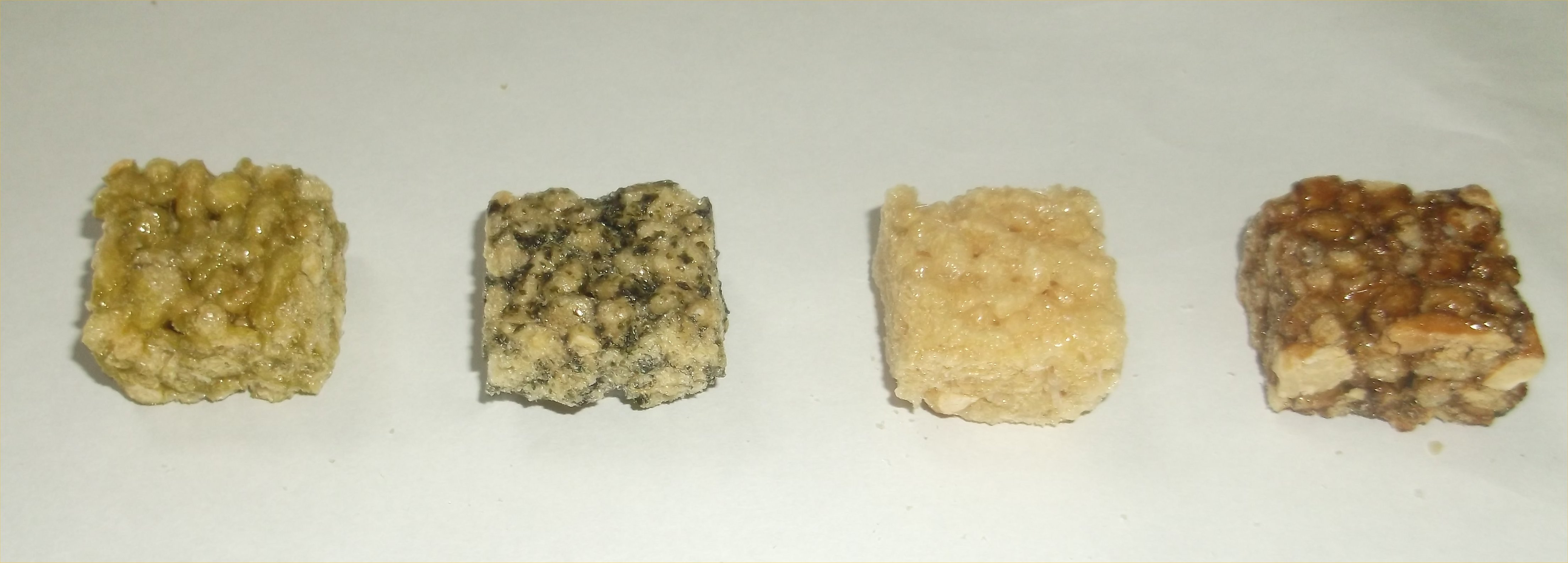
雷おこし

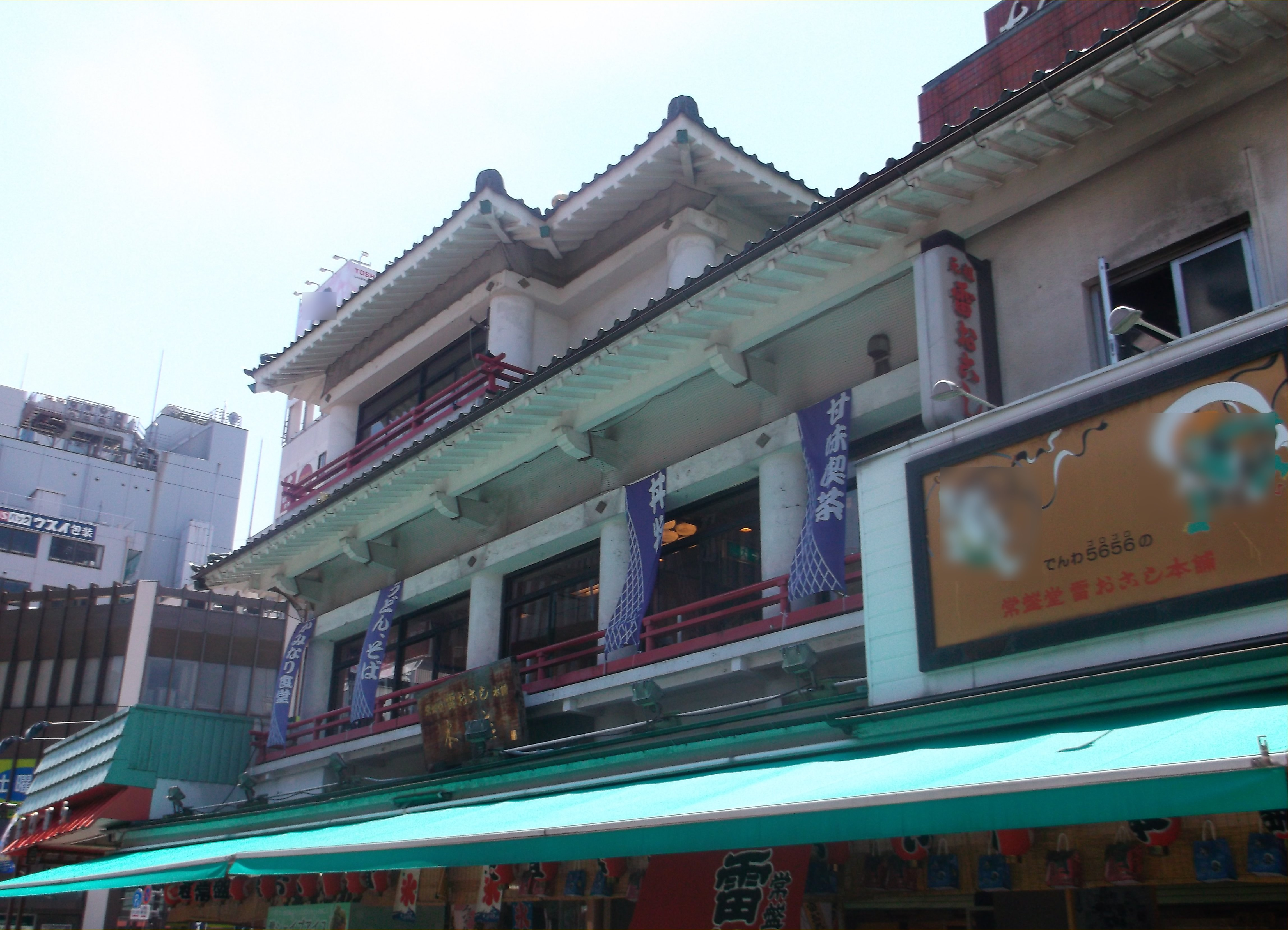
雷おこしの販売で知られる「常盤堂」。雷門の隣にある。

雷おこし（かみなりおこし、雷粔籹）は、和菓子の一つ。米を蒸して餅にしたものを焙煎し、水飴、砂糖、ピーナッツなどを混ぜて練り固めたもの。
雷おこしの名は雷門を由来としており、「家を起こす」「名を起こす」をかけた縁起物として、および「雷よけのおまじない」などの謳い文句で売られた。また、乾燥させた米を「おこし米」と呼んだことから由来しているとも言われている。江戸時代後期の1795年（寛政7年）、焼失した雷門の再建を機に露天商が縁起物として売り始めたのが発祥という説もあったが、『浅草寺』（1942年）に「古くは木下おこしなるもの々ありて流行せり」、『仮名世説』（1825年）にも『国町の沙汰』（1674年）・『久夢日記』（1806年）からの引用として「浅草木下おこし米、木下おこし米は、勢州山田の者、来りてこしらへるなり、即、木下のものなる故名付」とあり、その発祥は17世紀後半の延宝年間（1673年-1681年）にまで遡る。東京名物の土産物として知られる。サクサクとした食感が特徴。